# Beaumonteses
Beaumonteses is de naam van een groep edelen aangevoerd door het Huis van Beaumont.
De Beaumonteses speelden een belangrijke rol in de geschiedenis van het koninkrijk van Navarra in de 15e en de 16e eeuw. 
In de strijd tussen Johan II van Aragón en zijn zoon Karel van Viana om de troon van het koninkrijk van Navarra, kozen de Beaumonteses in 1450 de zijde Karel van Viana. De belangrijkste rivaliserende groep van edelen binnen Navarra, de Agramonteses, koos partij voor Johan II en diens vrouw Johanna Enriquez. In 1451 worden de Beaumonteses bij Aibar verslagen. 
Zowel de Beaumonteses als de Agramonteses onderhielden banden met groeperingen in het Westelijk Baskenland; De Agramonteses met de Gamboinos en de Beaumonteses met de Oñacinos. De Beaumonteses onderhielden een goede relatie met het koninkrijk van Castilië, terwijl de Agramonteses steun zochten bij het Franse koningshuis en bij het Huis van Albret. 
Als de koningen van Navarra een verbond sluiten met Lodewijk XII van Frankrijk, besluit Ferdinand II van Aragón met zijn troepen vanuit Castilië Navarra aan te vallen. Dit gebeurt vanuit Alava, op 21 juli 1512. Dankzij de steun van de Beaumonteses wordt Navarra binnen korte tijd door Castilië veroverd. 
Het Huis van Beaumont komt voort uit het Huis van Évreux. De graven van Évreux waren tevens graven van Beaumont-le-Roger, een dorpje gelegen nabij Évreux in Normandië.